# روبرت فالسر
روبرت فالسر (15 أبريل 1878 – 25 ديسمبر 1956) كان كاتبًا سويسريًا متحدثًا باللغة الألمانية.
يُعتقد أن فالسر هو الحلقة المفقودة بين هاينريش فون كلايست وفرانس كافكا. كتبت سوزان سونتاج، «بالفعل، في ذلك الوقت، [من كتابة فالسر]، كان من المرجح أن يكون كافكا [الذي فهمته الأجيال القادمة] من خلال منشورات فالسر». يبدو أن روبرت موزيل أشار إلى عمل كافكا على أنه «حالة غريبة من نوع فالسر».
كان فالسر معجبًا بكافكا وكتّاب مثل هيرمان هيسه، وشتيفان تسفايغ، ووالتر بنيامين، وكان في الواقع معروفًا بحياته أكثر ما كان كافكا أو بنيامين معروفين في حياتهم. ومع ذلك، لم يتمكن فالسر من إعالة نفسه بناءً على الدخل الضئيل الذي حصل عليه من كتاباته، وعمل ناسخًا، ومساعد مخترع، وخادمًا، بالإضافة إلى العديد من المهن الأخرى ذات الأجور المنخفضة. على الرغم من نجاحه الضئيل المبكر في مسيرته الأدبية، تضاءلت شعبية عمله تدريجيًا على مدى العقدين الثاني والثالث من القرن العشرين، ما جعل من الصعب عليه دعم نفسه من خلال الكتابة. أُصيب في نهاية المطاف بانهيار عصبي وأمضى ما تبقى من حياته في المصحات.
أُعيد إحياء الاهتمام بعمله عندما فُكت أخيرًا رموز كتاباته في أواخر القرن العشرين وأوائل العقد الأول من القرن الحادي والعشرين، من منطقة القلم الرصاص، المعروفة أيضًا باسم بليستيغيب أو «مخطوطة صغيرة»، والتي كانت مكتوبة برموز صغيرة مجهريًا على قصاصات الورق التي جُمعت في أثناء وجوده في مصحة والدو، حيث تُرجمت ونُشرت.

## روابط خارجية
- روبرت فالسر على موقع IMDb (الإنجليزية)
- روبرت فالسر على موقع الموسوعة البريطانية (الإنجليزية)
- روبرت فالسر على موقع مونزينجر (الألمانية)
- روبرت فالسر على موقع ألو سيني (الفرنسية)
- روبرت فالسر على موقع ميوزك برينز (الإنجليزية)
- روبرت فالسر على موقع أول موفي (الإنجليزية)
- روبرت فالسر على موقع كينوبويسك (الروسية)